# Ooencyrtus brunneipes
Ooencyrtus brunneipes är en stekelart som beskrevs av John S. Noyes 1978. Ooencyrtus brunneipes ingår i släktet Ooencyrtus och familjen sköldlussteklar. Inga underarter finns listade i Catalogue of Life.